# John McSherry
John McSherry es un músico que toca la gaita irlandesa y el whistle. Se lo conoce por haber sido miembro fundador de Lúnasa, por haber actuado en grabaciones de artistas reconocidos de la música tradicional irlandesa y por sus proyectos en solitario y con las bandas At First Ligth, Idir y The Olllam.

## Biografía
Nacido en Belfast oeste en el seno de una familia de raigambre musical tradicional, John enfocó sus energías en las gaitas desde edad temprana. Con quince años ya tenía dos títulos del campeonato Fleadh Cheoil de Irlanda y a la edad de dieciocho fue el ganador más joven de la historia de la prestigiosa competición gaitera 'Oireachtas'.

## Trabajo
John McSherry es aclamado como uno de los mejores exponentes actuales en el arte del tañido de la gaita irlandesa. Su sentido de la improvisación ha sido comparado incluso con el de la leyenda del jazz John Coltrane.

### Lúnasa
En 1995, John empezó a colaborar con el violinista Seán Smyth, el flautista Michael McGoldrick y el guitarrista Steve Cooney, recorriendo sin parar Irlanda e Inglaterra. Se habían sembrado las semillas de Lúnasa. Aproximadamente un año después, y con algunos cambios en el personal, se lanzó su dinámico álbum de debut Lúnasa Live (Lúnasa en directo), que fue descrito por el Irish Music Magazine como "simple y pasmosamente impresionante"

### Tamalin
John formó la banda Tamalin, llevando su fusión única de músicas irlandesa, rock y oriental a audiencias entusiastas de todo el mundo. Su álbum de debut, Rhythm & Rhyme fue lanzado en 1996 con amplia acogida de la crítica.

### Coolfin
Además de ser miembro fundador de Lúnasa, John fue instrumentista puntero con Dónal Lunny del supergrupo Coolfin, que incluía a Nollaig Casey y Sharon Shannon. De nuevo John estaba al frente de una banda que revolucionó las fronteras de la música irlandesa. El álbum 'Coolfin' fue lanzado en 1998 al que siguió una amplia gira. Colaboró con la banda una amplia pléyade de artistas, como Sinead O Connor, Maighread Ni Dhomhnaill, y Eddi Reader.

### Como músico
John ha tenido la oportunidad de tocar con muchos otros artistas incluyendo Dan Ar Braz, Riverdance, Ornette Coleman y Secret Garden. Ha hecho incontables apariciones en TV y trabajado en bandas sonoras de muchas películas. Su última aventura lo llevó a sacar, con su camarada Michael McGoldrick, At First Light, que recibió el premio al mejor álbum tradicional del año 2001 del Irish American News.
Ha estado de gira por todo el mundo tanto en solitario como siendo miembro de bandas prestigiosas. Es compositor, productor y arreglista, y ha grabado con Clannad, Nanci Griffith, Shaun Davey, Dónal Lunny y The Corrs, entre otros artistas. 

### At First Light
At First Light es también el nombre de su actual banda.

## Discografía
- John McSherry and Donal O'Connor: Tripswitch (Vertical)
- McGoldrick & McSherry: At First Light (Vertical)
- Tamalin: Rhythm and Rhyme (Grapevine)
- Lúnasa: ‘Live’ (Compass)
- Donal Lunny’s Coolfin (Hummingbird)
- At First Light: Tripswitch (Vertical)
- Shaun Davey: Waking Ned Devine [banda sonora] (Decca)
- Lúnasa: Otherworld (Green Linnet)
- Donal Lunny: This Is My Father [banda sonora] (Hummingbird)
- Donal Lunny: Journey ‘a retro’ (Hummingbird)
- Dan Ar Braz: L’Heritage Des Celtes (Sony, France)
- Donal Lunny and Friends: Dualaman ((Hummingbird)
- Clannad: Landmarks
- Gary Kemp: Little Bruises (Sony)
- Niamh Parsons: Loosely Connected (Greentrax)
- Niamh Parsons: Blackbirds and Thrushes (Green Linnet)
- Sharon Shannon: Each Little Thing (Grapevine)
- Aoife Ni Fhearraigh: Aoife (Gael-Linn)
- Maighread & Tríona Ní Dhomhnaill: (Hummingbird)
- Brian Kennedy: On Song (Curb)
- Carmina: Weather in the heart
- Sult: Spirit of the Music (Hummingbird)
- Maura O’Connell: Wandering Home (Rykodiscs)
- Nanci Griffith: Dust Bowl Symphony
- Tommy Flemming: Restless Spirit (Dara)
- Eleanor Shanley: Eleanor Shanley (Grapevine)
- Melanie Harrold & Olly Blancheflower: Instinctive Behaviour
- Soul Flower Union: Marginal Moon (Ki-Oon)
- Gilles Servat: Touche pas La Blanche hermine (Sony, France)
- The Corrs: Home (Atlantic)
- Skanda: Sangre d'ochobre (L'Aguañaz)